# Julius Moser (Unternehmer)
Julius Moser (* 18. Juli 1882 in Pforzheim; † 12. Februar 1970 ebenda) war ein deutscher Unternehmer, Ehrenpräsident der Industrie- und Handelskammer sowie Ehrenbürger der Stadt Pforzheim. Aufgrund seiner jüdischen Abstammung wurde er 1945 in das Ghetto Theresienstadt deportiert.

## Biografie

### Frühe Jahre
Moser absolvierte seine Schulzeit ab 1886 zunächst in einer privaten Vorschule. Nach dem Besuch der Oberrealschule erlangte er das Abitur. Moser begann 1901 mit dem Studium der Ingenieurwissenschaften an der damaligen TH Stuttgart, gleichzeitig trat er der dortigen Burschenschaft Hilaritas bei. Des Weiteren studierte er auch noch an den Technischen Hochschulen in Darmstadt und Karlsruhe. Bei seinen Studien stand vor allem die Statik für Brücken- und Eisenbetonbau im Mittelpunkt. Sein Studium schloss er schließlich 1909 mit Erlangung des Dipl.-Ing. an der TH Darmstadt ab.
In den Jahren darauf leistete er seinen Wehrdienst als Einjährig-Freiwilliger ab und wurde Reserveoffizier. Des Weiteren nutzte er einen mehrmonatigen Aufenthalt in England für Sprachstudien.
Am 15. April 1911 heiratete er Martha Moser, geborene Schreiner (1883–1955) in Ober-Ramstadt. Bis zum Ausbruch des Ersten Weltkrieges nahm er eine Stelle als Oberingenieur der Karl Kübler AG in Stuttgart an. Während des Krieges diente er mit seiner Ausbildung als Reserveoffizier 1914/18 als Artillerieoffizier und wurde für sein Wirken mit beiden Klassen des Eisernen Kreuzes sowie dem Friedrichs-Orden mit Schwertern ausgezeichnet.
Von 1918 bis 1919 trat er in das Familienunternehmen ein, das sein Bruder Emil leitete. Zum Textilunternehmen Moser, welches führend in der Herrenkonfektion war, gehörte auch eine Teilhaberschaft an der Schmuckfabrik Fritz Link & Cie. Diese Tätigkeit führte auch dazu, dass er von 1930 bis 1933 Mitglied des Beirates der IHK Pforzheim wurde. Außerdem war er von 1930 bis 1935 zusätzlich noch als Handelsrichter tätig.

### Zeit des Nationalsozialismus
Seit Mosers Großvater Seligmann, welcher ursprünglich Jude war, waren alle Familienmitglieder evangelisch getauft. Trotzdem galten sowohl Julius als auch sein Bruder Emil als „Volljuden“, da alle Großeltern Juden waren. Die damit während der Zeit des Nationalsozialismus verbundenen Schwierigkeiten führten dazu, dass sie sich ab 1935 aus der Geschäftswelt zurückzogen sowie ab 1939 den Namenszusatz „Israel“ tragen mussten. Die dadurch gezwungenermaßen gewonnene Freizeit nutzte Julius Moser, um sein Hobby der Graphologie intensiver zu betreiben. Dies tat er unter der Anleitung von Psycho-Graphologe Lutz Wagner. 1948 legte er eine Prüfung als staatlich geprüfter Graphologe ab.
Trotz seines Status als „Volljude“ fiel Moser den Behörden nicht auf, da er in „Mischehe“ lebte, kein Beamter war sowie keine hohe Stellung mehr bekleidete. Am 14. Februar 1945 wurde er gemeinsam mit seinem Bruder Emil sowie weiteren 160 Badenern, welche ebenfalls in Mischehe gelebt hatten, in das Ghetto Theresienstadt deportiert. Die Deportation und den Aufenthalt im Ghetto überlebten fast alle Personen dieser Gruppe. Am 3. Mai 1945 übergab die SS das Lager dem Roten Kreuz. Kurz danach erreichte die Rote Armee am 8. Mai 1945 Theresienstadt. Nach der Befreiung kehrte Moser am 17. Juni 1945 nach Pforzheim zurück.

### Nach Kriegsende
Nach Ende des Zweiten Weltkrieges gründete er ein Import-Export- und Großhandelsgeschäft für Schmuck und Uhren. Auf Grund seiner unbelasteten Vergangenheit wurde er 1945 vom amerikanischen Stadtkommandanten zum Präsidenten der Industrie- und Handelskammer Pforzheim ernannt. Dies blieb er bis 1959. Des Weiteren wurde er von der Vollversammlung zum Ehrenpräsidenten gewählt. Durch sein Bemühen wurde 1951 bereits wieder die „Ständige Musterausstellung“ der Pforzheimer Industrie eröffnet. Für die FDP-Fraktion saß er von 1948 bis 1958 im Gemeinderat und war besonders im Finanz-, Wirtschafts- sowie Stadtwerkeausschuss tätig.
An seinem 70. Geburtstag verlieh Bundespräsident Theodor Heuss Moser das Große Verdienstkreuz. Anlässlich des 80. Geburtstages erhielt er für seine Verdienste um Gemeinwesen und Wirtschaft der Stadt Pforzheim das Ehrenbürgerrecht der Stadt. Es war das erste Ehrenbürgerrecht, das Pforzheim nach Kriegsende verlieh; der Gemeinderatsbeschluss war einstimmig.
Er wurde auf dem Pforzheimer Hauptfriedhof bestattet.

## Ehrungen
- Orden vom Zähringer Löwen
- Ehrenpräsident der Industrie- und Handelskammer Pforzheim
- Julius-Moser-Straße auf der Wilferdinger Höhe
- 1952: Großes Verdienstkreuz der Bundesrepublik Deutschland
- 1962: Ehrenbürger in Pforzheim